# Jacobs Engineering Group
Jacobs Engineering ist ein US-amerikanisches Anlagenbauunternehmen. Es ist außerdem auf dem Gebiet der Industriedienstleistungen tätig.
Das Unternehmen wurde 1947 von dem Chemieingenieur Joseph J. Jacobs gegründet. Der Hauptsitz des Unternehmens wurde 2016 vom kalifornischen Pasadena in das texanische Dallas verlegt. Im Dezember 2017 wurde der Ingenieurdienstleister CH2M Hill übernommen.